# Rédei József
Rédei József (Adács, 1925 – Budapest, 1991. május 23.) labdarúgó, hátvéd.

## Pályafutása
1947 és 1950 között a Csepeli MTE labdarúgója volt. Az élvonalban 1948. június 27-én mutatkozott a Ferencvárosi TC ellen, ahol csapata emlékezetes mérkőzésen 4–3-ra győzött és bajnoki címet szerzett. 1950 és 1952 között a Pécsi Lokomotív csapatában szerepelt. Az élvonalban összesen 53 mérkőzésen szerepelt.

## Sikerei, díjai
- Magyar bajnokság
  - bajnok: 1947–48